# Супрасль (река)
Супрасль (пол. Supraśl) — река в Подляском воеводстве Польши.
Длина — 94 км, площадь бассейна — 1844 км². Река берёт начало около деревни Тополяны (гмина Михалово), на всём своём протяжении протекает по территории Подляского воеводства, впадая в Нарев в деревне Злоторя (гмина Хорощ).
Супрасль является основным источником питьевой воды для Белостока. Другие города на реке — Супрасль и Василькув.